# BYD Song Max
La BYD Song Max è un'autovettura prodotta dalla casa automobilistica cinese BYD Auto dal 2017.

## Descrizione
BYD ha pubblicato le prime immagini della BYD Song Max nell'aprile 2017. A settembre 2017, la Song Max è stata ufficialmente messa in vendita in Cina. Prima vettura della BYD nata dalla matita di Wolfgang Egger a seguire il nuovo corso stilistico, momento del lancio veniva offerta con un solo motore a benzina turbo quattro cilindri da 1,5 litri in grado di erogare 156 CV (116 kW) e 240 Nm, il tutto abbinato di coppia cambio automatico doppia frizione manuale a 6 marce.
Oltre alla motorizzazione tematica, la Song Max DM è disponibile in variante ibrida plug-in chiamata PHEV e ed elettrica chiamata EV; queste varianti sono state presentate nell'aprile 2019 durante il salone di Shanghai.